# تشي هيوي وونغ
تشي هيوي وونغ (بالإنجليزية: Chi-Huey Wong) (بالصينية: 翁啟惠) (من مواليد 3 أغسطس 1948) هو عالم الكيمياء الحيوية التايواني المولد. وهو أستاذ الكيمياء والبيولوجيا الكيميائية في معهد سكريبس للأبحاث في لا جولا، كاليفورنيا، وجامعة صن يات صن الوطنية في تايوان. خبرته في الكيمياء الحيوية والاصطناعية، وخاصة في الكيمياء والكربوهيدرات والبيولوجيا الكيميائية.
تم انتخابه كعضو في أكاديمية تايوان الصينية في عام 1994، والأكاديمية الأمريكية للفنون والعلوم في عام 1996، والأكاديمية الوطنية للعلوم بالولايات المتحدة في عام 2002.